# Mosteiro de Alchi
O Mosteiro de Alchi ou Gompa de Alchi é um mosteiro budista tibetano (gompa) ou complexo monástico (chos-'khor) do Ladaque, no noroeste da Índia. Situa-se na aldeia de Alchi, 60 km a oeste-noroeste de Lé e 38 km a leste-sudeste de Khaltsi (distâncias por estrada).
O complexo é constituído por quatro estruturas separadas na aldeia de Alchi, com monumentos datados de diferentes períodos. O mosteiro propriamente dito ocupa o cimo de um monte a 3 100 metros de altitude, na margem esquerda (sul) do rio Indo, e é possivelmente o mais antigo e o mais famoso. É administrado pelo mosteiro de Likir, o qual se encontra cerca de 21 km a nordeste por estrada. Juntamente com as aldeias vizinhas de Mangyu e de Sumda Chun, a aldeia de Alchi faz parte do "grupo de monumentos de Alchi", cujos monumentos estão classificados pelo seu "estilo e qualidade artística únicas", mas o complexo monástico de Alchi é o mais conhecido.
De acordo com a tradição local, o mosteiro de Alchi foi fundado pelo grande guru e lotsawa (tradutor dos textos budistas para tibetano) Rinchen Zangpo (958–1055). Contudo, há inscrições que o atribuem a criação do mosteiro a um nobre tibetano chamado Kal-dan Shes-rab no final do século XI. O Dukhang ou Sala da Assembleia e o Sumtseg (gSum-brtsegs), o templo principal, um edifício de três andares chamado, foram construídos em estilo caxemir, similar ao de muitos outros mosteiros da região. Um terceiro templo, de Manjusri ('Jam-dpal lHa-khang) e várias estupas (chortens) são outras das partes mais importantes do comlexo.
Nas pinturas murais do mosteiro é possível observar detalhes artísticos e religiosos devidos tanto a reis budistas como a reis hindus de Caxemira e do Himachal Pradexe do tempo da fundação do mosteiro. Algumas dessas pinturas são das mais antigas que chegaram à atualidade no Ladaque. O complexo tem também algumas estátuas gigantescas de Buda, relevos em madeira muito elaborados e peças de arte cujo estilo alguns autores comparam ao barroco.

## História
A história dos monumentos de Alchi e das outras duas aldeias do chamado "grupo de Alchi" é mal conhecida, apesar das numerosas inscrições e textos escritos nas paredes. A tradição atribui a criação do mosteiro de Alchi ao famoso académico e teólogo tibetano Rinchen Zangpo no século X, que também foi o fundador dos mosteiros ou templos de Lamayuru, Wanla, Mangyu e Sumda Chun.

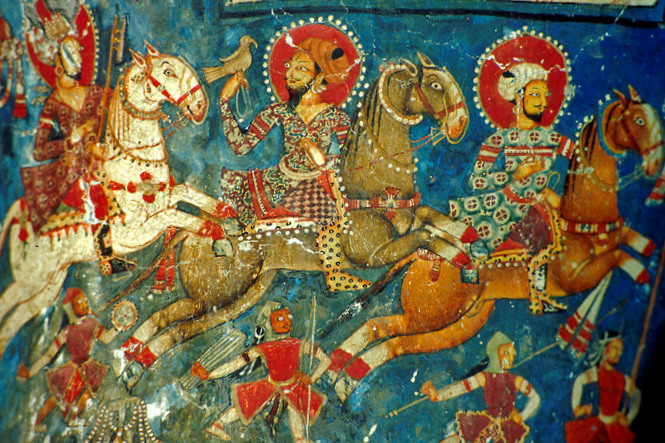
Pintura mural com cavaleiros num dos templos de Alchi

Durante o século X, o rei de Guge Yeshe-Ö (ca.  959–1040), do sudoeste do planalto tibetano, enviou 21 académicos para o Ladaque com a missão de difundir o budismo na região trans-himalaica. Contudo, devido às duras condições climatéricas e topográficas, apenas dois sobreviveram. Um dos sobreviventes era Rinchen Zangpo, que iniciou a atividade budista no Ladaque e noutras áreas da Índia, nomeadamente Himachal Pradexe e Siquim. Durante a sua estadia no Ladaque, Zangpo visitou também os reinos vizinhos do Nepal, Butão e Tibete. Zangpo tornou-se conhecido pelo epíteto de Lotsawa ou "Grande Tradutor" e é-lhe atribuída a criação de 108 mosteiros na região trans-himalaica. Foi ele quem institucionalizou o budismo na região. Os mosteiros fundados por ele são considerados os pilares do Vajrayana do budismo tibetano, também conhecido como lamaísmo.
Rinchen Zangpo contratou artistas caxemires para executarem as pinturas murais e esculturas dos 108 mosteiros lendários. Um dos fatores que contribuíram para a importância religiosa e artística do complexo de Alchi é ter sido um dos poucos desses mosteiros que chegaram aos nossos dias.
Os mosteiros desse período não pertenciam a nenhuma das escolas tibetanas estabelecidas, pelo que foram inicialmente colocados sob o controlo da ordem Kadampa. Quando as condições dos mosteiros se deterioraram, a maior parte deles passou a ser controlado pela ordem Gelug, fundada no início do século XV, à exceção do mosteiro de Alchi, que passou para o controlo da seita Drigunkpa (ou Drikung Kagyu, uma linhagem da escola Kagyu). Quando a atividade religiosa cessou no mosteiro de Alchi por razões desconhecidas, também ele passou a pertencer à seita Gelug, passando a depender do mosteiro de Likir.

## Localização e acessos
O mosteiro de Alchi propriamente dito ocupa o cimo de um monte a 3 100 metros de altitude, na margem esquerda (sul) do rio Indo. Um troço de estrada com pouco mais de 4 km liga Alchi à estrada Serinagar–Lé, que nessa área segue ao longo da margem direita do Indo e que liga Serinagar a Lé. De Lé, a estrada Manali–Lé vai até Manali. Ambas as estradas estão geralmente encerradas entre outubro e maio ou junho, dependendo da queda de neve. Como no resto do Ladaque, Alchi situa-se numa sombra de chuva e é constituída por quatro povoações na margem de um afluente do Indo, O complexo do mosteiro está separado dessas povoações.

## Edifícios

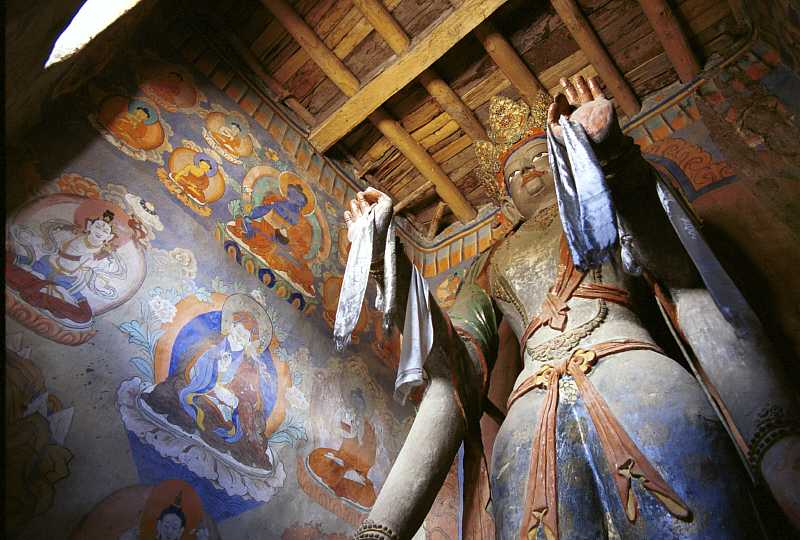
Estátua de Avalokiteshvara no Sumtseg

O complexo (chos-'khor) tem três santuários principais: o Dukhang (Sala da Assembleia), o Sumtseg e o templo se Manjusri, todos datados entre o início do século XI e início do século XIII. Outra parte importante do chos-'khor são as várias estupas, o Lotsabha Lakhang (templo do Tradutor) e o Lakhang Soma, um templo de construção recente. Os quatro templos pequenos de Alchi foram descritos pelo artista e filósofo indiano Shakti Maira como «[...] uma joia de cores e formas que é de tal forma belo que o estado normal de falta de ar nestas altitudes se torna um suspiro profundo». As pinturas murais das paredes do complexo refletem aspetos religiosos e artísticos de reis budistas e hindus daquele tempo e algumas delas estão entre as pinturas mais antigas do Ladaque que chegaram aos nosso dias. O complexo tem ainda estátuas gigantescas de Buda, relevos em madeira e peças de arte de tal forma elaboradas e sumptuosas que alguns chegam a considerá-las «quase de estilo barroco».

### Dukhang
O Dukhang ou Sala da Assembleia situa-se no centro do complexo monástico e é onde os monges realizam o culto e as cerimónias. Os caixilhos de madeira da porta é do século XII ou XIII, mas foram feitas muitas adições à estrutura original. Uma galeria com colunas e com frescos com centenas de budas liga o Dukhang um pátio em frente. O portão exterior é decorado com uma Roda da Vida e Maacala. O Dukhang é dedicado a Panch Tathagata e Vairocana. As suas paredes estão pintadas com seis mandalas diferentes que rodeiam Vairocana, a principal divindade adorada no templo. As mandalas estão rodeadas de muitas pinturas de budas, bodisatvas, deusas, divindades ameaçadoras, guardiões do Darma e divindades menores.

### Sumtseg

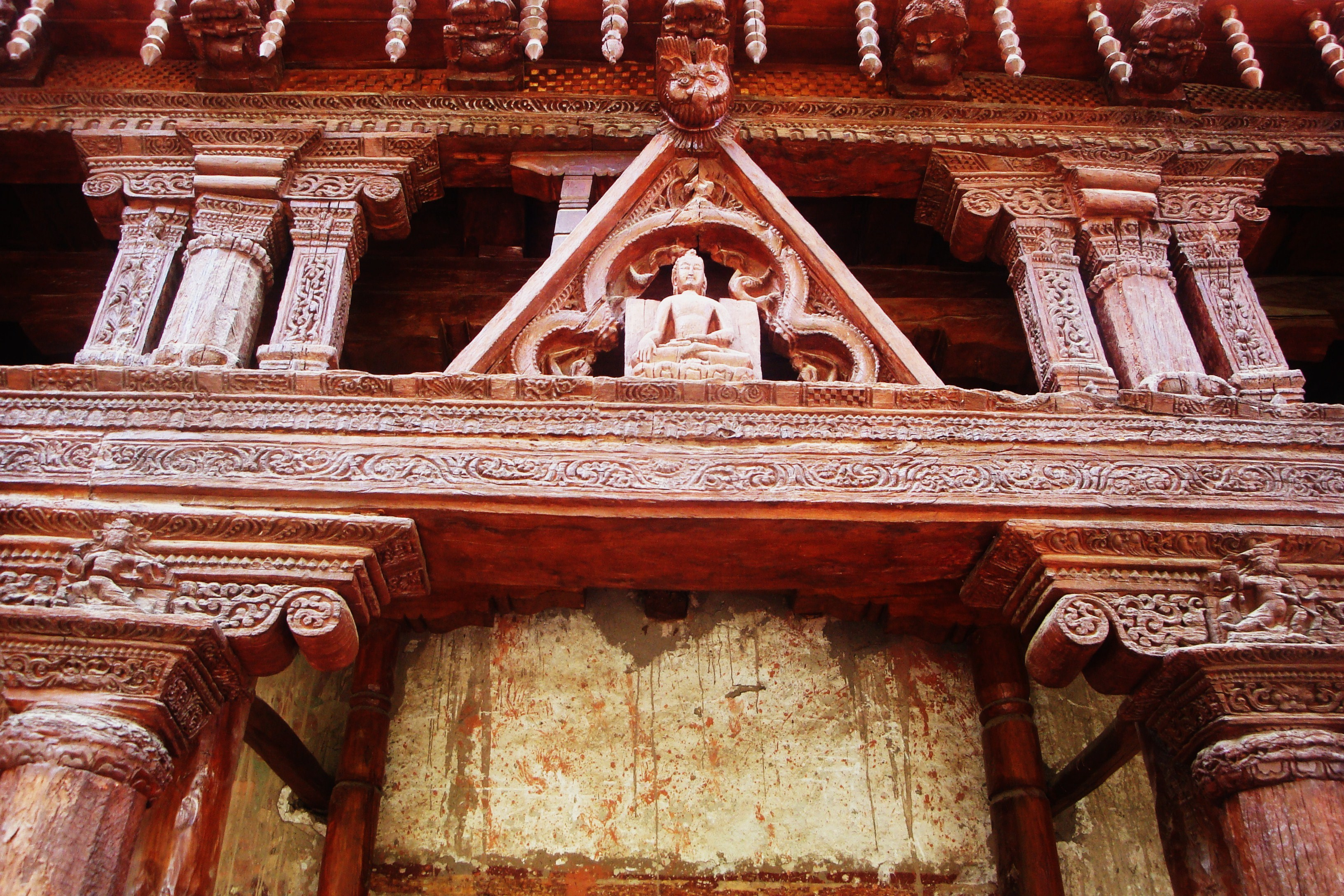
Parte da fachada do Sumtseg acima da entrada

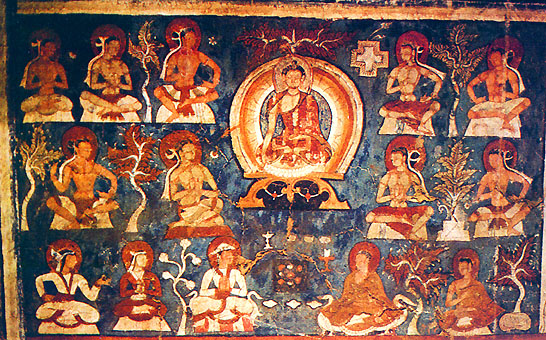
Um fresco no Sumtseg

O Sumtseg (ou gSum-brtsegs), cujo nome significa edifício de três andares, é um dos templos mais notáveis de do complexo de Alchi, mas a sua função original não é clara. Embora pequeno, foi construído em barro e pedra, segundo a tradição tibetana. Contudo, as colunas de madeira com relevos luxuriantes, as fachadas, as paredes, as imagens de barro e as pinturas do interior são obra de artistas caxemires. O santuário interior do rés do chão mede 5,4 x 5,8 metros e tem nichos com 2,1 a 2,7 metros de largura e 4 m de altura. O nichos da parede principal são maiores do que os das paredes laterais. Nos nichos há imagens de três bodisatvas (todos de pé e com cerca de 4 m de altura) e as suas divindades associadas (quatro em cada nicho), com duas divindades voadoras em cada nicho.
À exceção da porta principal do andar de cima, que está delapidado, o resto do Sumtseg preserva a sua forma original do início do século XIII. O segundo andar do edifício tem a forma de uma varanda com um candeeiro pendurado. Na parede traseira há uma imagem de Maitreya com 4,63 m, flanqueada por imagens de Avalokiteshvara à sua direita e Manjusri à sua esquerda. Um aspeto interessante da elegante dos mantos (dhotis) envergados pelas divindades é a representação de diversos temas pintados em diferentes padrões têxteis. No dhoti de Maitreya há representações da vida de Buda; no de Avalokiteshvara vêem-se locais sagrados e palácios reais; no de Manjusri vêem-se 84 Mahasiddhas. Iconograficamente, as divindades têm uma só cabeça e quatro braços mas são representadas de formas distintas. Cada uma delas representa um Buda diferente. Maitreya tem um coroa dos Cinco Budas representando Vairocana. A coroa de Avalokiteshvara representa Amitaba e a de Manjusri representa Akshobhya. Da leitura de uma inscrição do nicho principal depreende-se que as imagens nele guardadas representam os conceitos budistas de compaixão, esperança e sabedoria.
As imagens da vida de Buda no dhoti constituem uma representação única do ciclo da vida de Buda que é apresentado em sequência inversa. As imagens são em forma de medalhões pintados em vermelho sobre fundo azul, cada um com 15 cm. Há 48 cenas que representam 41 episódios, com cinco cenas de pregação e duas cenas de punarnirvana, arranjadas numa sequência que representa os eventos na vida de Buda entre a última viagem no céu Tusita e o primeiro sermão em Sarnate.
A datação do Sumtseg foi feita com base nos nomes dos sacerdotes inscritos no andar superior do edifício. O último nome inscrito é o de Jigten Gonpo (1143–1217), da seita Drigunkpa, do qual se infere que o Sumsteg foi construído no início do século XIII.

### Templo de Manjusri

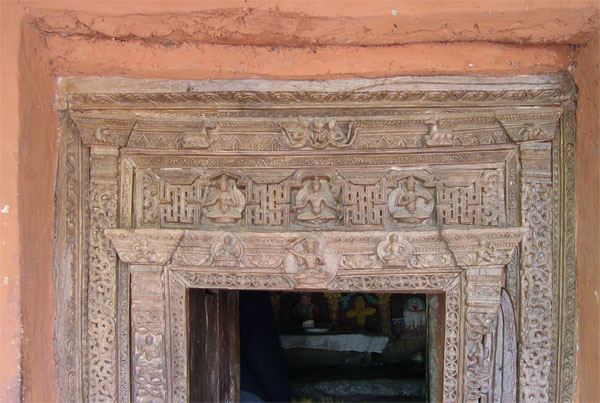
Parte superior da entrada do Templo de Manjusri

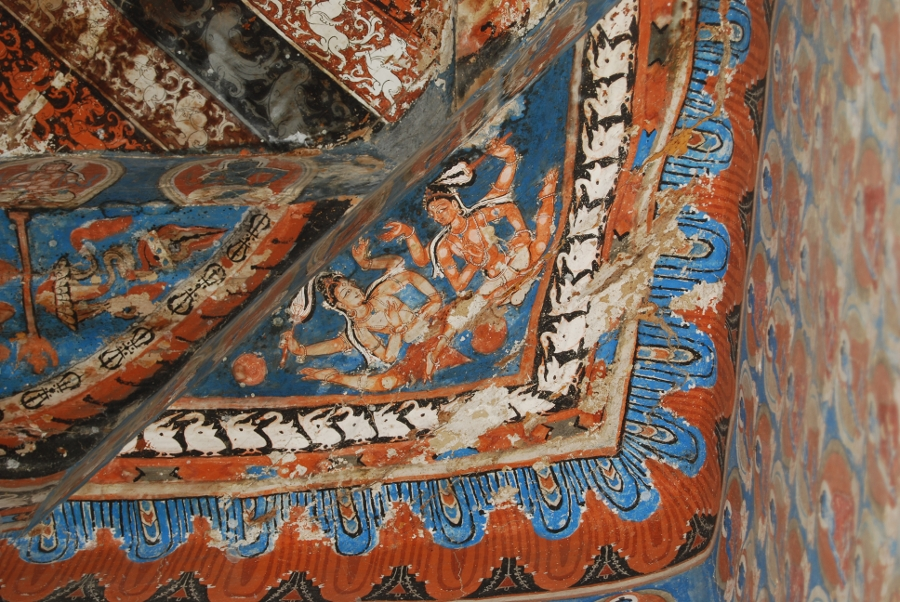
Fresco no interior duma das estupas de Alchi

O Templo de Manjusri, também chamado Jampe Lhakhang, é organizado em redor de quatro estátuas de Manjusri, sentadas costas com costas, que estão sobre uma plataforma quadrada com 5,7 m de lado e 85 cm de altura. As estátuas foram pintadas recentemente para dar uma imagem de medo, pois os rolos decorativos são derivados da histórias de Makara. Normalmente as imagens de Manjusri são cor de laranja, mas neste templo apresentam várias cores. Cada uma das imagens tem uma cabeça e quatro braços, que estão adornados com uma espada, um livro por cima de um lótus, um arco e uma flecha.
Cada uma das paredes do templo é dedicada a uma imagem de Buda. Manjusri está representado na parede principal, sentado num trono em forma de leão e adornado com joias (pérolas e outras) e uma coroa de flores. Na base do trono há uma representação das "Sete Joias" e dos "Oito Símbolos Suspeitos" (flanqueadas por leões), enquadrada por uma moldura quadrada. No cimo do trono há makaras. As paredes laterais têm nichos com imagens de Amitaba e de Aksharabhya. As pinturas do teto são similares às do Sumtseg e das duas estupas, mas são menos refinadas. Situado perto do rio Indo, o templo não estás em muito bom estado à exceção dos relevos em madeira das portas e dos pilares, com animais, deuses e símbolos.
O templo foi datado de c. 1225 a partir de várias análises comparativas da iconografia do templo comparada com a do sumtseg e do dukhang de Sumda. O templo de Lhotsava (ou Lotsawa), situado ao lado do de Manjusri, é uma adição posterior.

### Estupas
As estupas ou chortens mais antigos são o chamado Chorten Grande e Chorten Pequeno, datados do início do século XIII, a seguir à construção do Sumtseg. As estupas formam entradas decoradas, conhecidas localmente como Kakani Chörten e Ka-ka-ni mchod-rten, são consideradas únicas. Nos séculos XIII e XIV foram adicionadas mais estupas. Além das duas estupas mais antigas, há mais três estupas em Alchi com pinturas antigas.